# لانتيرا
بلدية لانتيرا (بالإسبانية: Lanteira) هي بلدية تقع في مقاطعة غرناطة التابعة لمنطقة أندلوسيا جنوب إسبانيا.

## الديموغرافيا
بلغ عدد سكان بلدية لانتيرا 572 نسمة عام 2011 (وفقاً للمعهد الوطني الإسباني للإحصاء).
| 683 | 643 | 560 | 488 | 605 | 567 | 572 |